# قلعه سنگی طبر
بقایای قلعه سنگی طبر مربوط به دوره ایلخانی است و در شهرستان جاجرم، بخش جلگه شوقان، دهستان شوقان، ۱ کیلومتری شمال شرق روستای طبر واقع شده و این اثر در تاریخ ۷ اسفند ۱۳۸۶ با شمارهٔ ثبت ۲۱۲۹۶ به‌عنوان یکی از آثار ملی ایران به ثبت رسیده‌است.